# Condylostylus tenuimanus
Condylostylus tenuimanus är en tvåvingeart som beskrevs av Van Duzee 1931. Condylostylus tenuimanus ingår i släktet Condylostylus och familjen styltflugor.
Artens utbredningsområde är Honduras. Inga underarter finns listade i Catalogue of Life.